# منتخب البرتغال تحت 19 سنة لكرة القدم
منتخب البرتغال تحت 19 سنة لكرة القدم «(بالبرتغالية: Portugal national under-19 football team)» هو ممثل دولة البرتغال تحت 19 سنة وهو المنتخب التدريجي للوصول إلى المنتخب يضم العديد من اللاعبين الصاعدين وهو من أقوى المنتخبات في العالم تحت 19 سنة فقد حقق الكثير من البطولات وهو الآن ينافس على العديد من البطولات فمثلاً كأس العالم للمنتخبات تحت 19 سنة والبطولة الأوروبية للمنتخبات تحت 19 سنة.